# Тилацинові
Тилаци́нові (Thylacinidae) — родина вимерлих сумчастих ссавців. Найвідоміший вид — Thylacinus cynocephalus («тилацин песоголовий»), останній представник якого помер у зоопарку на Тасманії 1936 року.

## Систематика
Родина †Thylacinidae
- Рід †Badjcinus
  - †Badjcinus turnbulli (пізній олігоцен), (Muirhead & Wroe 1998)
- Рід †Maximucinus
  - †Maximucinus muirheadae (середній міоцен), (S. Wroe 2001)
- Рід †Muribacinus
  - †Muribacinus gadiyuli (середній міоцен), (S. Wroe 1996)
- Рід †Mutpuracinus
  - †Mutpuracinus archiboldi (середній міоцен), (Murray & Megirian 2000)
- Рід †Ngamalacinus
  - †Ngamalacinus timmulvaneyi (ранній міоцен), (Muirhead 1997)
- Рід †Nimbacinus
  - †Nimbacinus dicksoni (пізній олігоцен — міоцен), (Muirhead & Archer 1990)
  - †Nimbacinus richi (середній міоцен), (Murray & Megirian 2000)
- Рід †Thylacinus
  - †Thylacinus cynocephalus — Тилацин («тилацин песоголовий») (ранній пліоцен — 1936)
  - †Thylacinus macknessi (пізній олігоцен — міоцен), (Muirhead 1992)
  - †Thylacinus megiriani (пізній міоцен), (Murray 1997)
  - †Thylacinus potens (пізній міоцен), (Woodburne 1967)
- Рід †Tyarrpecinus
  - †Tyarrpecinus rothi (пізній міоцен), (Murray & Megirian 2000)
- Рід †Wabulacinus
  - †Wabulacinus ridei (пізній олігоцен — ранній міоцен), (Muirhead 1997)